# Thé Lau
Thé Lau właściwie Matheus Josephus Lau (ur. 17 lipca 1952 w Bergen, zm. 23 czerwca 2015 w Amsterdamie) – holenderski muzyk i pisarz.

## Życiorys
Jako gitarzysta grał w kilku zespołach i był członkiem Neerlands Hoop Express. W 1979 założył zespół The Scene, w którym został wokalistą. W 2003 odszedł z grupy i rozpoczął występy z klawiszowcem Janem-Peterem Bastem. Tego samego roku napisał książką Thé Lau, de teksten. Debiut pisarski zanotował trzy lata wcześniej tomikiem opowiadań De sterren van de hemel. W 2004 opublikował swoją pierwszą powieść Hemelrijk. W 2007 z grupą byłych kolegów z zespołu The Scene powrócił do grania. W 2010 wspólnie z raperem Langem Fransem nagrał utwór Zing voor me, który znalazł się na liście Single Top 100.
12 sierpnia 2013 ogłoszono, że cierpi na raka gardła. Wkrótce potem ogłosił, że chemioterapia przynosi oczekiwane skutki i w 2014 planuje powrócić na scenę. Wtedy jednak okazało się, że nowotwór zaatakował także płuca. W czerwcu 2014 wystąpił na serii pożegnalnych koncertów.
2 marca 2015 za całokształt kariery otrzymał Edison Music Awards.

## Dyskografia

### Albums
z The Scene
- 1980: The Scene
- 1985: This is real
- 1988: Rij rij rij
- 1991: Blauw
- 1992: Open
- 1993: Avenue de la Scene
- 1994: The Scene Live
- 1996: Arena
- 1997: 2 Meter Sessies
- 2000: Rauw, hees, teder - Het beste van
- 2007: 2007
- 2009: Liefde op doorreis
- 2012: Code

Solo
- 1998: 1998
- 2002: De God van Nederland
- 2006: Tempel der liefde
- 2014: Platina Blues

## Książki
- 2000: De Sterren van de Hemel
- 2003: De Teksten
- 2004: Hemelrijk
- 2006: In de Dakgoot